# Miguel Abia Biteo Boricó
Miguel Abia Biteo Boricó (1961 – 6 dicembre 2012) è stato un politico equatoguineano.
È stato Primo ministro della Guinea Equatoriale dal giugno 2004 all'agosto 2006.